# 国際線

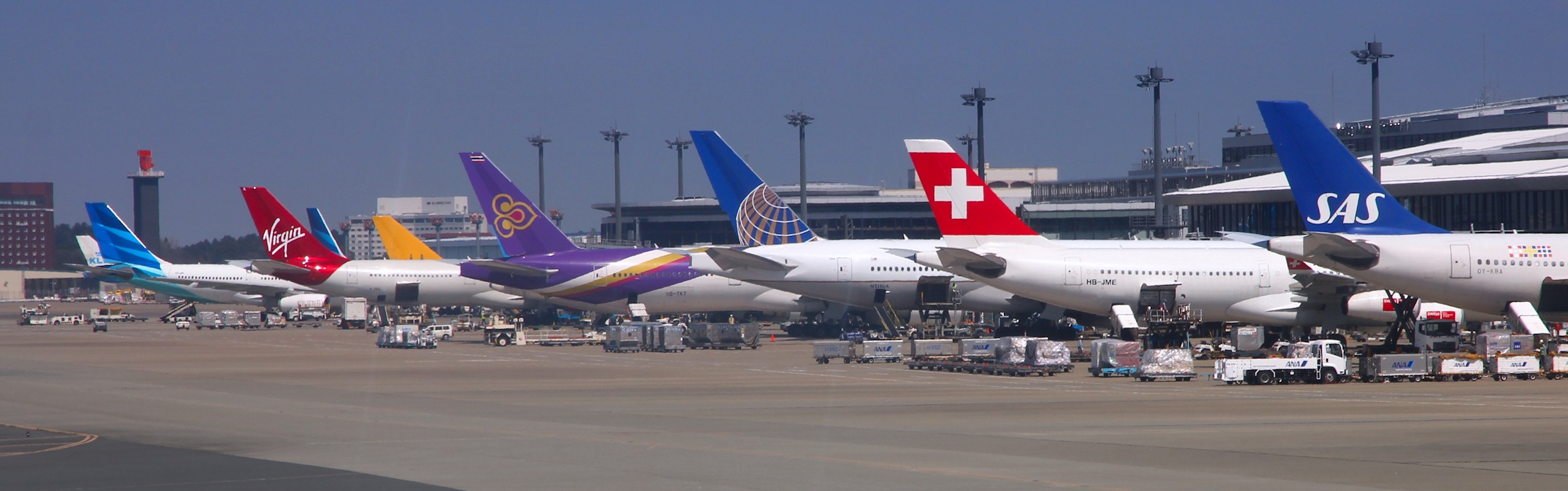
国際線のターミナル（成田国際空港）

国際線（こくさいせん、英語: International flight）とは、航空路線のうち、複数国間を結びパスポートコントロール等CIQが必要である路線である。基本的な区分は船舶・海運に基づく他、同様の概念は鉄道における国際列車や、道路で国境を超える路線バスなど陸路でも存在する。対義語は国内線。

## 概要
発着地がお互いに異なる国であるという性質上、鉄道の国際列車や海運の国際航路さらには徒歩で国境を跨ぐ際などと同様、出入国に纏わるパスポートコントロール等CIQが必須となる。これは交通手段を問わないものであるが、入国拒否の送還などのコストが陸上交通と比較して高価である事から、搭乗券購入の段階でパスポートを確認するなど入国拒否を未然に防ぐ為の手続きが取られる。
また、歴史的にはパスポートは海運や陸上交通での国境移動から発祥したが、現在では国際移動の多くが航空機である事から、国際民間航空機関(ICAO)が規格策定を主導するなど国際移動の手続き自体が航空輸送主体を前提とするようになっている。

### 歴史
航空機の黎明期は短距離飛行のみであった為、必然的に国内線の航空路であった。
航空機の技術が向上すると、1917年にアメリカの航空会社であるチョークス・オーシャン・エアウェイズによって国際線航空路線が運航されるようになった。この路線はアメリカ合衆国フロリダ州からイギリス領バハマを結ぶものであった。また、ヨーロッパでもイギリスの航空会社であるインペリアル・エアウェイズによってイギリスのロンドン・ハウンズローからフランスル・ブルジェ空港までを結ぶ国際線定期航空路線が開設された。
日本でも戦前のうちに日本航空輸送や大日本航空によって日本からシャム王国のバンコクや中華民国の南京市を結ぶ国際線航空路線が開設され、終戦まで運行されていた。
第二次世界大戦後は国際民間航空機関(ICAO)や国際航空運送協会(IATA)が設立され、より国際間での航空路線の発展が進んでいる。